# Brašnjak
Brašnjak, (trokutnolisna loboda, brašnjenka, lat. Blitum bonus-henricus, sin. Chenopodium bonus-henricus), je samonikla jestiva biljka iz potporodice lobodovki (Chenopodioideae), porodica štirovke. Raste u većini zemalja srednje i južne Europe, uključujući i Hrvatsku.
Nekada se brašnjak uzgajao kao povrće dok ga se danas više smatra za običan korov. U Hrvatskoj je najčešći u blizini starih torova i staja.

## Opis
Zeljasta biljka visine oko 60 cm. 
Lišće s dugim peteljkama, 5 – 10 cm u dužinu, u donjem dijelu biljke trokutastog-kopljastog oblika, u gornjem dijelu jajasti i kopljasti.
Cvjetovi su mali, s promjerom od 3 – 5 mm, zeleni s pet latica.
Sjeme je crvenkasto-zeleno, promjera 2 – 3 mm.

## Ljekovitost
Biljka je nekad korištena u narodnoj medicini za liječenje bolesti kože, sadrži željezo i vitamin C te saponine.